# Dolman

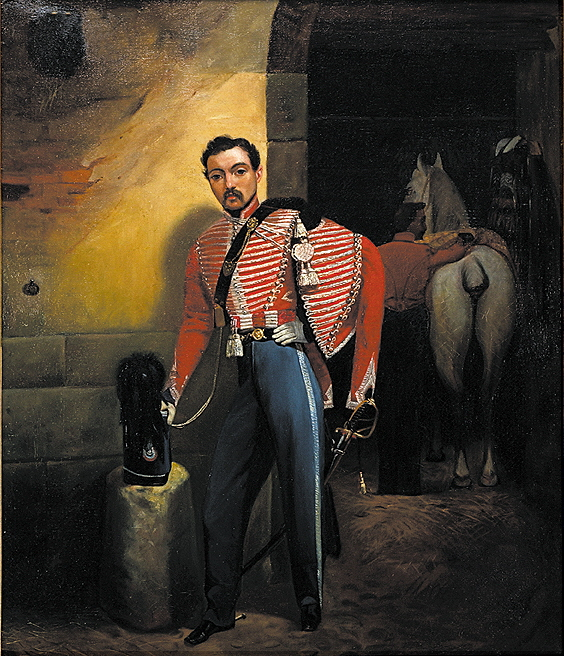
Lieutenant des hussards portant sous sa pelisse écarlate à tresses d'argent un dolman de la même couleur.

Un dolman (du turc ottoman dolaman "robe") est un vêtement militaire. Il était très porté au XIXe siècle, notamment chez les officiers, les hussards et les chasseurs à cheval.
Cette veste ajustée à la taille est d'abord caractérisée par des manches étroites et pendantes. Elle est agrémentée d'une grande variété d'ornements (galons ou tresses).
Ce vêtement peut être tressé ou comporter des brandebourgs.